# Ulje
Ulje is een plaats in de Estlandse gemeente Saaremaa, provincie Saaremaa. De plaats heeft de status van dorp (Estisch: küla) en telt 38 inwoners (2021).
Tot in december 2014 behoorde Ulje tot de gemeente Kärla, tot in oktober 2017 tot de gemeente Lääne-Saare en sindsdien tot de fusiegemeente Saaremaa.

## Geschiedenis
Een deel van Ulje viel voor 1919 onder het landgoed van Paadla (Paevere), een ander deel onder dat van Mõnnuste. De naam, die trouwens oorspronkelijk Ulja was, is waarschijnlijk ontleend aan die van een boerderij in de omgeving.
Tussen 1977 en 1997 hoorde Ulje bij het buurdorp Kogula.